# Hagenulopsis
Hagenulopsis is een geslacht van haften (Ephemeroptera) uit de familie Leptophlebiidae.

## Soorten
Het geslacht Hagenulopsis omvat de volgende soorten:
- Hagenulopsis diptera
- Hagenulopsis esmeralda
- Hagenulopsis guadeloupensis
- Hagenulopsis ingens
- Hagenulopsis lipeo
- Hagenulopsis marginata
- Hagenulopsis minuta
- Hagenulopsis ramosa
- Hagenulopsis traverae
- Hagenulopsis zunigae